# الخارفي (الحيمة الخارجية)

تعديل مصدري - تعديل

الخارفي هي إحدى قرى عزلة المخلاف بمديرية الحيمة الخارجية التابعة لمحافظة صنعاء، بلغ تعداد سكانها 248 نسمة حسب تعداد اليمن لعام 2004.